# Dennis Budimir
Dennis Matthew Budimir (* 20. Juni 1938 in Los Angeles; † 10. Januar 2023) war ein US-amerikanischer Jazzgitarrist, der seit den 1950er Jahren aktiv war.

## Leben und Wirken
Budimir spielte zunächst in den Gruppen von Ken Hanna, Keith Williams und Harry James. 1958 ersetzte er im Quintett von Chico Hamilton John Pisano. Ab 1960 gehörte er zur Combo von Bud Shank. Später veröffentlichte er unter eigenem Namen vier LPs für das kalifornische Label Revelation Records und entwickelte sich zu einem begehrten Studiomusiker, der mit Künstlern von Randy Newman bis Peggy Lee zusammenarbeitete, und der an der Musik von hunderten von Filmen beteiligt war.
Die Begleitung für die Sängerin Peggy Lee im Jahr 1960 und die Begegnung mit Gary Peacock im Bud Shank Quartet-Quintet waren so etwas wie eine Carte blanche; Bud Shank gab Dennis Budimir den Platz und die Zeit, in langen Club-Sessions eigene Ideen zu entwickeln. 1961 musste er seinen Militärdienst ableisten; Budimir war in Deutschland stationiert, wo er u. a. mit Benny Bailey spielte. Bei seiner Rückkehr in die USA 1963 hatte sich das Musikbusiness verändert. Die Clubs schlossen und es begann die Zeit der kleinen unabhängigen Jazzlabels wie z. B. Revelation Records in Los Angeles.
Budimir nahm insgesamt vier Alben unter eigenem Namen auf; 1965 legte er The Creeper bei Mainstream Records vor, aufgenommen mit Donald Peake, Michael Deasy, Lyle Ritz und Hal Blaine. Zusammen mit Gary Foster entstand Alone Together, das sich an Lee Konitz und dessen Zusammenarbeit mit Billy Bauer orientierte. A Second Coming mit Gary Peacock enthielt Aufnahmen der Jahre 1961 und 1963. Auch Sprung Free (1968 veröffentlicht) enthält Mitschnitte aus den gleichen Jahren. Session with Albert wurde 1964 im Studio aufgenommen, neben Gary Foster und Jim Keltner spielte Albert Stinson am Bass.
Als Studiomusiker war Budimir 1967 Teil des Abnuceals Emuukha Electric Symphony Orchestra, mit dem Frank Zappa die orchestralen Teile von Lumpy Gravy aufnahm. Während der 1970er Jahre spielte Budimir mit Quincy Jones, Lalo Schifrin und Don Ellis. Er ist auch auf Aufnahmen mit Milt Jackson zu hören. In den 1990er Jahren war er Teil der Capp-Pierce Juggernaut und wirkte auch an dem im Jahr 1997 veröffentlichten Album Kamasutra von Prince mit.